# 韩店街道
韩店街道，原为韩店镇，是中华人民共和国山西省长治市上党区下辖的一个乡镇级行政单位。2020年3月10日，撤镇设街道。

## 行政区划
韩店街道下辖以下地区：
长安街社区、府后街社区、新市街社区、长乐街社区、黎都街社区、光明北路社区、韩店村、黎岭村、西苗村、东苗村、经坊村、韩川村、东汉村、南沟村、南王庄村、桥沟村、柳林村、东呈村、林移村、柳林庄村、郭堡村和寺庄村。